# Je saigne encore
Je saigne encore is een nummer van de Franse rockband Kyo uit 2004. Het is de vierde en laatste single van hun debuutalbum Le chemin.
"Je saigne encore" werd een bescheiden hitje in Franstalig Europa. Het bereikte de 13e positie in thuisland Frankrijk.